# Milícia digital
Milícia digital se refere a um grupo de militantes que usa a internet para difundir uma ideia. 

## Etimologia
Milícia: neste contexto refere-se à designação genérica de qualquer organização que apresente grande grau de atuação organizada 
Digital: neste contexto refere-se ao uso da internet para a difusão de dados 
Segundo os autores do artigo Democracia em perigo: compreendendo as ameaças das milícias digitais no Brasil (ver em Bibliografia), a milícia digital "pode ser entendida como uma associação de pessoas interligadas de forma mais ou menos flexível e sem um arranjo jurídico-legal, que agem de maneira coordenada ou orquestrada na web, em sua grande maioria pelas redes sociais, se utilizando de robôs, contas automatizadas e perfis falsos, promovendo campanhas de ataques e/ou cancelamento de imagens e reputações de adversários ocasionais, assim como de desinformação e discursos de conteúdo marcadamente autoritário, se não neofascista".

## Milícias digitais, extremismo, discurso de ódio efake news
Um estudo divulgado por dois professores da Universidade do Estado do Rio de Janeiro em junho de 2023 concluiu que geralmente as milícias digitais estavam por trás de ideias extremistas e de discursos de ódio. "As milícias digitais mobilizam diferentes pedagogias ciberfascistas com vista a governar as condutas dos sujeitos por meio da produção, compartilhamento e viralização de práticas e de conteúdos odiosos, desumanizando o/a outro/a, transformando pessoas em alvos, coisa, objeto, algo inclusive a ser exterminado", concluíram os cientistas. 
O deputado federal Alexandre Frota chegou a chamar as milícias digitais de seitas. "Ataques combinados, fogo amigo, assassinato de reputações, fake news, ameaças contra aliados, contra mulheres, contra os nossos filhos ou qualquer um que não aceite compactuar com que eu chamo hoje de seita. Um terrorismo virtual, assédio digital, que vai aos extremos, pessoas que atuam de maneira perversa em cima da intimidação", disse Frota em texto usado no artigo Milícias digitais: fragmentos de pedagogias ciberfascistas, escrito por cientistas da UFSM (Universidade Federal de Santa Maria). 

## Milícias digitais e política
Viktor Chagas, professor do Programa de Pós-Graduação em Comunicação da Universidade Federal Fluminense (UFF) e pesquisador associado do Instituto Nacional de Ciência e Tecnologia em Democracia Digital, enfatizou num vídeo que as milícias digitais têm forte motivação política, pois "influenciadores digitais utilizam plataformas online, como Twitter, YouTube e WhatsApp, para criar narrativas de opinião em apoio a determinadas posições de governos e partidos". 

## Estudo de caso: asfake newsrussas na eleição presidencial nos EU em 2016
Um caso conhecido de milícia digital que envolveu política e fake news é a interferência russa na eleição presidencial nos Estados Unidos em 2016, quando o presidente russo Vladimir Putin pessoalmente ordenou uma "campanha de influência" para prejudicar as chances eleitorais de Hillary Clinton contra Donald Trump, além de "minar a fé do público no processo democrático dos Estados Unidos". A interferência foi orquestrada pela Agência de Pesquisa da Internet que criou milhares de contas falsas nas redes sociais para semear a discórdia e erodir a confiança dos americanos em seu processo eleitoral. Os trolls russos também espalharam fake news, especialmente contra Clinton.